# Парадокс (фільм, 2016)
Парадокс — американський науково-фантастичний бойовик 2016 року, сценарист і режисер Майкл Герст.

## Про фільм
Група талановитих 2 роки працює над секретним проєктом «880». Після безсонних ночей, незліченних випробувань та тяжкої праці вони змогли створити просто неймовірний пристрій для подорожі в часі. Вчені прорахували усі деталі, підготувалися та зважилися на проведення заключного експерименту. Їм знадобилося дуже багато енергії, але це не зупинило їх. Телефонна розмова одного з дослідників привернула увагу уряду, і тепер за будівлею, де потай від усіх розробляється проєкт «880», ретельно стежать правоохоронні органи. Це може істотно ускладнити завдання вчених.
Зрештою вченого Джима відправляють на годину в майбутнє, де він повинен дочекатися своїх колег, які мають «наздогнати» його. Все пройшло просто чудово. Але буквально відразу хлопець повернувся з майбутнього із відеокамерою та розповів, що протягом години відбудеться страшна трагедія. І всі, хто беруть участь в експерименті, будуть жорстоко вбиті, а лабораторія повністю знищена. Науковці, розуміючи всю небезпеку того, що відбувається, намагаються щось змінити. Але зробити це виявляється дуже непросто. І незабаром настане той час, коли вони не зможуть покинути будівлю та будуть гинути від рук невідомого вбивці.
Чи вийде у Джима, котрий знає, чим все закінчиться, змінити майбутнє і тим врятувати своїх друзів?

## Знімались
| Актор      | Роль   |
| ---------- | ------ |
| Зої Белл   | Гейл   |
| Малик Йоба | Ландау |
| Адам Гасс  | Джим   |